# Olga Baclanova

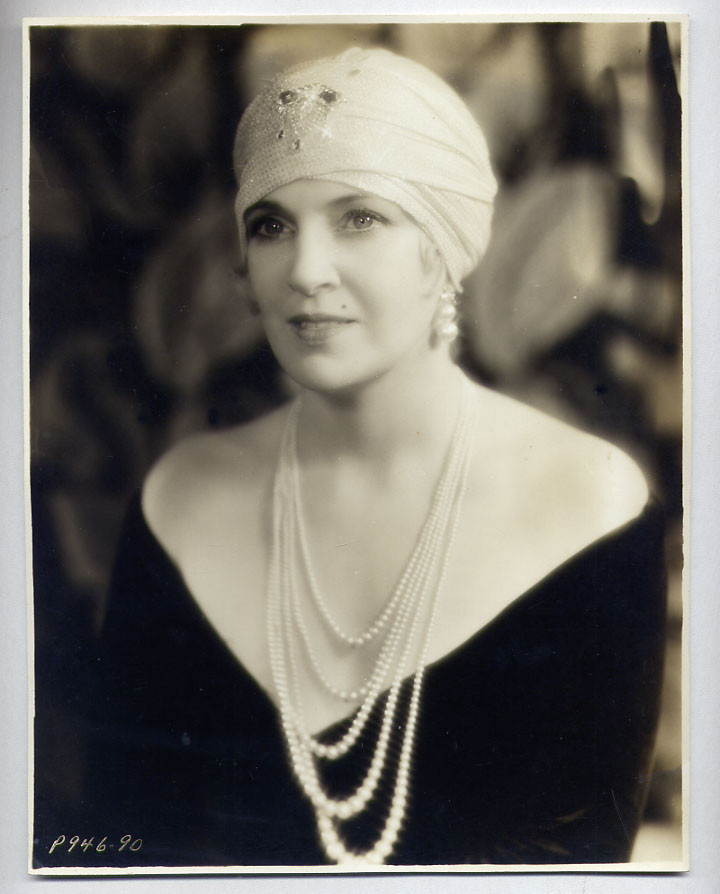
Olga Baclanova

Olga Baclanova; eigentlich: Olga Wladimirowna Baklanowa, russisch О́льга Влади́мировна Бакла́нова; (* 7. Augustjul. / 19. August 1893greg. in Moskau; † 6. September 1974 in Vevey, Schweiz) war eine russische Schauspielerin der späten Stummfilm- und frühen Tonfilmzeit.

## Leben
Olga Wladimirowna Baklanowa wurde 1893 als Tochter von Wladimir Baklanow (1865–1920), Geschäftsführer der Kupawinski-Weberei und seiner Gattin Alexandra, einer Theater-Schauspielerin geboren. Sie hatte 6 Geschwister, darunter der spätere General Gleb Baklanow.
Nachdem Olga 1912 das Tschernjawski-Institut absolviert hatte, trat sie ins Tschechow-Kunsttheater Moskau ein, wo sie unter Konstantin Stanislawski studierte. Sie begann ihre Karriere als Schauspielerin in Moskau und emigrierte 1923 während einer Tournee in die USA. Nach einer kleinen Nebenrolle in The Dove mit Norma Talmadge bekam sie 1928 einen Vertrag mit Paramount, die sie unter dem Namen Baclanova mit massiver Publicity als „neue Garbo“ zu lancieren versuchten. Olga Baclanova hatte ihren Durchbruch mit einer Rolle in Josef von Sternbergs Meisterwerk Docks of New York sowie neben Emil Jannings in Street of Sin unter der Regie von Mauritz Stiller.
Den Höhepunkt ihrer kurzlebigen Karriere bildete das Jahr 1929, als der mit viel Aufwand gedrehte Film A Dangerous Woman Baclanova als amoralische Verführerin in Indochina präsentierte, die am Ende durch einen Schlangenbiss starb. Etwas Ähnliches passierte dem Film, der angesichts der wenig glaubhaften Story und vor dem Hintergrund des Siegeszugs des Tonfilms kein breites Publikum fand. Ihr starker Akzent verhinderte zunächst, dass Olga Baclanova Arbeit in Tonfilmen fand. Erst einige Zeit später kehrte sie für MGM in einigen Nebenrollen zurück auf die Leinwand, darunter in Downstairs, bei dem John Gilbert das Drehbuch mitverfasste, und drehte mit Freaks, einer abenteuerlichen Schauergeschichte unter der Regie von Tod Browning, ihren heute bekanntesten Film.
In späteren Jahren arbeitete Olga Baclanova vermehrt am Theater und im Radio.
In einem Interview mit John Kobal, das in People Will Talk abgedruckt wurde, äußerte sie sich negativ über die Zusammenarbeit mit von Sternberg, dessen Führungsstil sie als autokratisch empfand.

## Filmografie (Auswahl)
- 1927: The Dove
- 1928: Avalanche
- 1928: Die Docks von New York (The Docks of New York)
- 1928: Das zweite Leben (Three Sinners)
- 1928: Der Mann, der lacht (The Man Who Laughs)
- 1928: Der König von Soho (The Street of Sin)
- 1928: Der Schwur des Harry Adams (Forgotten Faces)
- 1929: Börsenfieber (The Wolf of Wall Street)
- 1929: A Dangerous Woman
- 1929: The Man I Love
- 1930: Are You There?
- 1930: Cheer Up and Smile
- 1931: The Great Lover
- 1932: Freaks
- 1932: Der schöne Karl (Downstairs)
- 1933: Billion Dollar Scandal
- 1935: Telephone Blues
- 1943: Claudia